# 5753 Yoshidatadahiko
5753 Yoshidatadahiko eller 1992 EM är en asteroid i huvudbältet som upptäcktes den 4 mars 1992 av de båda japanska astronomerna Kazuro Watanabe och Kin Endate vid Kitami-observatoriet. Den är uppkallad efter japanen Tadahiko Yoshida.
Asteroiden har en diameter på ungefär 5 kilometer.